# La Tour-en-Maurienne
La Tour-en-Maurienne – gmina we Francji, w regionie Owernia-Rodan-Alpy, w departamencie Sabaudia. W 2016 roku liczba ludności wynosiła 1109 mieszkańców. 
Gmina została utworzona 1 stycznia 2019 roku z połączenia trzech ówczesnych gmin: Le Châtel, Hermillon oraz Pontamafrey-Montpascal. Siedzibą gminy została miejscowość Hermillon. 